# Шор, Михаил Львович
Михаил Львович Шор (8 января 1891, Бессарабская губерния — после 1941) — советский кинорежиссёр и директор картин.

## Биография
Окончил частную киношколу А. И. Сибирякова в Одессе (1918). Начинал творческую карьеру на Одесской кинофабрике (ВУФКУ, Одесса) как киноактёр, в 1923—1937 годах сначала ассистент режиссёра, затем (с 1927 года) — режиссёр, и с 1937 года — администратор и директор кинокартин.
Был ассистентом режиссёра П. И. Чардынина на съёмках картин «Укразия» (1925), «Тарас Трясило» (1926) и «Черевички» (1927), с ним же уже как режиссёр в 1930 году поставил картину «Червонцы». Директор кинокартин «Морской пост» (1938), «Танкер «Дербент»» (1941), «Морской ястреб» (1941), «Боксёры» (1941).
Жена — Раиса Яковлевна Рами-Шор (также Шор, 27 декабря 1902 или 1905 — 24 октября 1977), актриса, звукомонтажница, в эвакуации ассистент режиссёра на Ташкентской киностудии (1941—1945).

## Фильмография
- 1925 — Укразия (ассистент режиссёра, режиссёр Пётр Чардынин)
- 1926 — Тарас Трясило (другие названия «Повесть про горячее сердце» и «Татары»; ассистент режиссёра, режиссёр Пётр Чардынин)
- 1927 — Черевички (ассистент режиссёра, режиссёр Пётр Чардынин)
- 1927 — Гонорея («Грехи молодости», «За чужие грехи», режиссёр)[3]
- 1929 — Большое горе маленькой женщины (роль прохожего)[4]
- 1930 — Червонцы (режиссёр, с Петром Чардыниным)
- 1938 — Морской пост (директор картины)
- 1941 — Танкер «Дербент» (директор картины)
- 1941 — Морской ястреб (директор картины)
- 1941 — Боксёры (директор картины)